# Мюр-Эринье
Мюр-Эринье (фр. Mûrs-Erigné) — коммуна на западе Франции, регион Пеи-де-ла-Луар, департамент Мен и Луара, округ Анже, кантон Ле-Пон-де-Се. Расположена в 11 км к югу от Анже. Через территорию коммуны проходит автомагистраль А87. Северная граница коммуны проходит по реке Луара, через центральную часть протекает ее рукав Луэ.
Население (2020) — 5 661 человек.

## Достопримечательности
- Церковь Святого Петра XVI-XIX веков
- Церковь Святого Венана XIX века
- Культурный центр Жан Карме

## Экономика
Структура занятости населения:
- сельское хозяйство — 2,1 %
- промышленность — 5,9 %
- строительство — 4,1 %
- торговля, транспорт и сфера услуг — 57,1 %
- государственные и муниципальные службы — 30,8 %

Уровень безработицы (2019) — 10,9 % (Франция в целом — 12,9 %, департамент Мен и Луара— 11,9 %). 

Среднегодовой доход на 1 человека, евро (2020) — 23 800 (Франция в целом — 22 400, департамент Мен и Луара — 21 790).

## Демография
Динамика численности населения, чел.

## Администрация
Пост мэра Мюр-Эринье с 2022 года занимает Жером Фуайер (Jérôme Foyer). После того, как более трети депутатов муниципального совета, избранного в 2020 году, подали в отставку, в январе 2002 года состоялись внеочередные муниципальные выборы, на которых победил левый список во главе с Жеромом Фуайером, получивший во втором туре 38,23 % голосов (из трех списков).
| Период | Период | Фамилия        | Партия                                          | Примечания                                     |
| ------ | ------ | -------------- | ----------------------------------------------- | ---------------------------------------------- |
| 1977   | 1983   | Рауль Монье    |                                                 | директор супермаркета                          |
| 1983   | 1989   | Альфонс Морино |                                                 | государственный служащий                       |
| 1989   | 1990   | Анни Файо      |                                                 |                                                |
| 1990   | 1995   | Андре Шеве     |                                                 | референт                                       |
| 1995   | 2014   | Филипп Бодар   | Социалистическая партия Европа Экология Зелёные | учитель, член Генерального совета департамента |
| 2014   | 2022   | Дамьен Куаффар | Разные правые                                   | инженер-консультант                            |
| 2022   |        | Жером Фуайер   | Разные левые                                    | менеджер                                       |

## Города-побратимы
- Эгельн, Германия
- Тудела-де-Дуэро, Испания
- Корну, Румыния
- Бзенец, Чехия